# Зафир Петров
Зафир Петров Георгиев е български духовник и революционер, деец на Вътрешната македоно-одринска революционна организация.

## Биография
Роден е в село Драгобраще, Кочанска околия, в българско семейство. Става свещеник и същевременно се занимава с революционна дейност и е главен ръководител на революционния комите в Драгобраще. След като Кочанско попада в Сърбия след Балканските войни, на 26 ноември 1914 година в селото е открита чета на ВМОРО, която дава сражение на сръбските войски. След това сражение властите залавят най-видните българи в селото, начело с поп Зафир и ги откарват в Кочани, където са пребити от бой. Поп Зафир не издава нищо и е погребан жив.
На 27 април 1943 година вдовицата му Спасена Зафир Петрова, на 78 години, родом от Разловци и жителка на Драгобраще, подава молба за българска народна пенсия. Свидетели на фактите в молбата са Дойчин Митев, Софроний Пешков и Стефан Ангелов от Драгобраще. Молбата е одобрена и пенсията е отпусната от Министерския съвет на Царство България.